# Skid Row
Gli Skid Row sono un gruppo musicale heavy metal statunitense, formatosi a Toms River, New Jersey nel 1986.
Furono una tra le ultime band hair metal a raggiungere un grande successo prima che il grunge prendesse il sopravvento nei primi anni novanta. Mentre il loro debutto omonimo presentava classiche sonorità hair metal che gli permisero di ottenere una grande popolarità mainstream, i lavori successivi, Slave to the Grind (1991) e Subhuman Race (1995) si distaccarono nettamente dallo stile hair metal virando su un suono più duro.
I primi due album pubblicati, l'omonimo Skid Row (1989) e Slave to the Grind (1991), sono considerati tutt'oggi come i migliori lavori della band.

## Storia del gruppo

### Le origini
Gli Skid Row furono un progetto nato nel 1986 a Toms River (New Jersey) dall'unione del chitarrista Dave "The Snake" Sabo ed il bassista Rachel Bolan. Sabo, conosciuto come Snake per gli amici, era cresciuto con il suo vicino e compagno di scuola Jon Bon Jovi a Sayreville, New Jersey. Il chitarrista infatti aveva collaborato con lo stesso Jon Bon Jovi in un paio di band prima che questo fondasse i Bon Jovi nel 1983. Sabo fece anche parte della primissima incarnazione degli stessi Bon Jovi, prima che subentrasse al suo posto Richie Sambora. Snake inoltre militò in precedenza in altri gruppi occasionali. Aveva avuto un'esperienza di cinque anni in una band che vedeva all'interno anche i futuri membri dei Britny Fox Billy Childs e Johnny Dee.
Bolan e Sabo si conobbero nei metà anni 80, al Garden State Music Store, un negozio di dischi dove quest'ultimo lavorava. Snake ricorda che Rachel si recava spesso al negozio per comprare delle corde per basso. Rachel era il suo vero nome, dato dai suoi genitori in ricordo del nonno portoghese, mentre il cognome, fu un tributo a uno dei suoi idoli, Marc Bolan, il leader dei T. Rex. Realmente il vero nome di Bolan era James Southworth. Il bassista all'epoca suonava in una band chiamata Godsend, nel quale figurava anche Scotti Hill. In poche settimane, i due reclutarono proprio il secondo chitarrista Scotti Hill e il batterista Rob Affuso. Hill si era spostato da Middletown, New York, mentre Affuso frequentava l'università a New York e viveva a Wallkill, New York, dove suonava la batteria in una tribute band dei Rush chiamata Minstrel.
(Rachel Bolan e Snake Sabo)
Dall'inglese, Skid Row significa un'area o una strada urbana malandata, decadente e in rovina, spesso popolata da gente povera, alcolizzati e drogati. Curiosamente esisteva già un'altra band irlandese chiamata Skid Row, formata nel 1967, che era composta da Phil Lynott e Gary Moore prima che questi fondassero i Thin Lizzy. Questa band però si sciolse nel 1972 dopo aver pubblicato un paio di album. E fu proprio da questa che il nome venne ispirato.
(Sebastian Bach)
Il quartetto del New Jersey passò quindi alla ricerca del frontman. Cercare il giusto cantante fu molto dura. Infatti il primo cantante ingaggiato non fu la scelta definitiva del quartetto. Ma serviva loro un membro con urgenza, poiché, tramite Jon Bon Jovi, il famoso manager Doc McGhee si era detto interessato a lavorare con il gruppo, ma questo insistette nel far loro cambiare cantante. McGhee, oltre ad essere manager dei Bon Jovi, gestiva anche altri gruppi come i Mötley Crüe. I membri passarono 8 mesi alla ricerca di un nuovo cantante. Inoltre avevano già composto gran parte del materiale che sarebbe apparso sul futuro debutto, come i brani Youth Gone Wild, 18 and Life e I Remember You. La prima scelta cadde sul cantante di Philadelphia John Corabi, ma questo rifiutò per portare avanti i suoi progetti a Los Angeles (in seguito questo ottenne un certo successo come membro dei The Scream, Mötley Crüe e Ratt). Altri possibili candidati al ruolo di frontman erano Robert Mason (più tardi membro dei Lynch Mob e oggi nei Warrant) e Richard Black degli Shark Island. Quest'ultimo aveva collaborato con Sabo, con cui compose la traccia "Somebody Falling" che venne inclusa nel disco degli Shark Island Law of the Order (1989). Infine la band venne per un breve periodo fronteggiata dall'ex membro degli Anthrax Matt Fallon, ma non convinti delle sue prestazioni, i membri lo scartarono. Successe un certo Joey D'angeli, che rimase nella formazione per soli due mesi. Quest'ultimo successivamente entrò in un gruppo di New York, i Roxx, band all'epoca sconosciuta che pubblicò solo negli anni 2000 delle raccolte di vecchio materiale per la Perris Records. Frustrati per non riuscire a trovare il quinto membro, i quattro formarono addirittura un gruppo provvisorio per svagarsi, suonando cover dei Ramones e dei Sex Pistols, denominandosi This Blows. Infine il quartetto completò la formazione con un giovane ragazzo canadese chiamato Sebastian Bierk, che aveva però adottato lo pseudonimo di Sebastian Bach da quando aveva 15 anni. Questo affermò che adottò questo soprannome perché Bierk faceva rima con jerk (in italiano antipatico, idiota) e perché recentemente il famoso compositore Johann Sebastian Bach aveva compiuto il suo 300º compleanno. Sebastian Bierk era nato alle Bahamas, dove crebbe. Poi si spostò a Humboldt County, California dove il padre insegnava arte al college, e infine Peterborough, Ontario, Canada. Il cantante era reduce dallo scioglimento della sua band precedente, i Madam X, gruppo nel quale per un periodo militò la futura batterista delle Vixen Roxy Petrucci e la sorella Maxine, e che aveva alle spalle un disco pubblicato nel 1984 prima che Bach e la stessa Petrucci entrassero nella formazione. Bach però aveva preso parte ad altri gruppi ancora prima di questa esperienza, con i Kid Wicked di Toronto, con cui apparì su una compilation dedicata alle band emergenti chiamata Maple Leaf Mayhem, i VO5, gli Hope e i Sebastian. Una traccia che Bach aveva composto in quest'ultima band, "Saved By Love Again", venne poi ripresa dagli Skid Row. Il cantante venne notato durante una sua esibizione alla cerimonia nuziale di Mark Weiss, un noto fotografo musicale. Weiss lo invitò dopo aver visto delle foto dei Madam X. Durante questo evento, organizzato all'hotel Molly Pitcher Inn di Red Bank (New Jersey), la band improvvisata di cui faceva parte, era composta inoltre dal chitarrista di Ozzy Osbourne Zakk Wylde, il frontman dei Twisted Sister Dee Snider e Kevin DuBrow dei Quiet Riot. Fu Weiss a scoprirlo e farlo notare al gruppo tramite David Feld, A&R per la Atlantic Records. Fu infatti Feld a segnalare il cantante alla band. Mentre Bach invece sostenne che furono i genitori di Jon Bon Jovi, anch'essi presenti al matrimonio, a scoprirlo. Questi riferirono a Bon Jovi di aver notato un ottimo cantante. A sua volta Bon Jovi l'avrebbe riferito al suo amico d'infanzia Snake Sabo, in cerca di un frontman. Inoltre Doc McGhee, manager dei Bon Jovi, aveva già visto la band di Bach a Toronto, prima delle nozze, quando si trovava assieme a Nikki Sixx e Tommy Lee dei Mötley Crüe. Dopo alcune audizioni, il gruppo decise che lui sarebbe stato il loro uomo. Ma ciò aveva un prezzo. Il cantante era ancora sotto contratto con il suo ex manager e doveva pagare 200.000 dollari per svincolarsi, ma naturalmente Bach non era in possesso di tutto questo denaro. All'epoca Snake consegnò le demo della band a Jon Bon Jovi che divenne il loro mentore. Come favore al suo vecchio amico, Bon Jovi non solo finanziò altre demo in migliore qualità, ma pagò anche quei 200.000 dollari che servivano a Bach per liberarsi dal contratto. Jon inoltre aveva già convinto il suo manager Doc McGhee ed il fratello Scott a prenderli sotto la loro gestione, nella McGhee Entertainment. Derek Shulman, ex membro dei Gentle Giant e all'epoca A&R per la Polygram Records, non fu però convinto delle potenzialità della band. Non passò molto tempo che la Atlantic Records li accolse sotto la loro gestione, grazie al A&R Jason Flom, soprattutto quando notarono che Jon Bon Jovi e Richie Sambora stavano collaborando con loro nella composizione, negli arrangiamenti e nella pre-produzione. Inoltre gli Skid Row firmarono un contratto con Jon Bon Jovi per prendere parte alla Underground Music Company, fondata nel 1987 da Jon per i diritti d'autore e per le sue collaborazioni con altre band. La band firmò questo accordo dove venne accertato che rinunciassero ai loro diritti d'autore che avrebbero dovuto pagare a Jon e Richie, nonostante i due membri dei Bon Jovi non fossero mai stati accreditati nel futuro lavoro in studio. Il quintetto entrò ai Royal Recorders studio di Lake Geneva, Wisconsin per dare inizio alle sessioni del debutto sotto la produzione del noto Michael Wagener (Dokken, Accept, Alice Cooper, Great White, White Lion). Il primo concerto del gruppo fu al Rock 'n Roll Heaven club di Toronto, nel gennaio 1988; mentre in marzo, Bach e la fidanzata Maria Aguiar ebbero il loro primo figlio, Paris. Il manager Doc McGee venne arrestato nel gennaio 1988 per aver preso parte ad un contrabbando di 40.000 libbre (circa 18 chili) di marijuana colombiana che introdusse negli Stati Uniti nel 1982, prima di diventare manager. Venne condannato a scontare 5 anni di carcere. Ricevette poi 15.000 dollari di indennità, con cui costruì una fondazione anti-droga, che chiamò "Make A Difference Foundation".

### Il successo

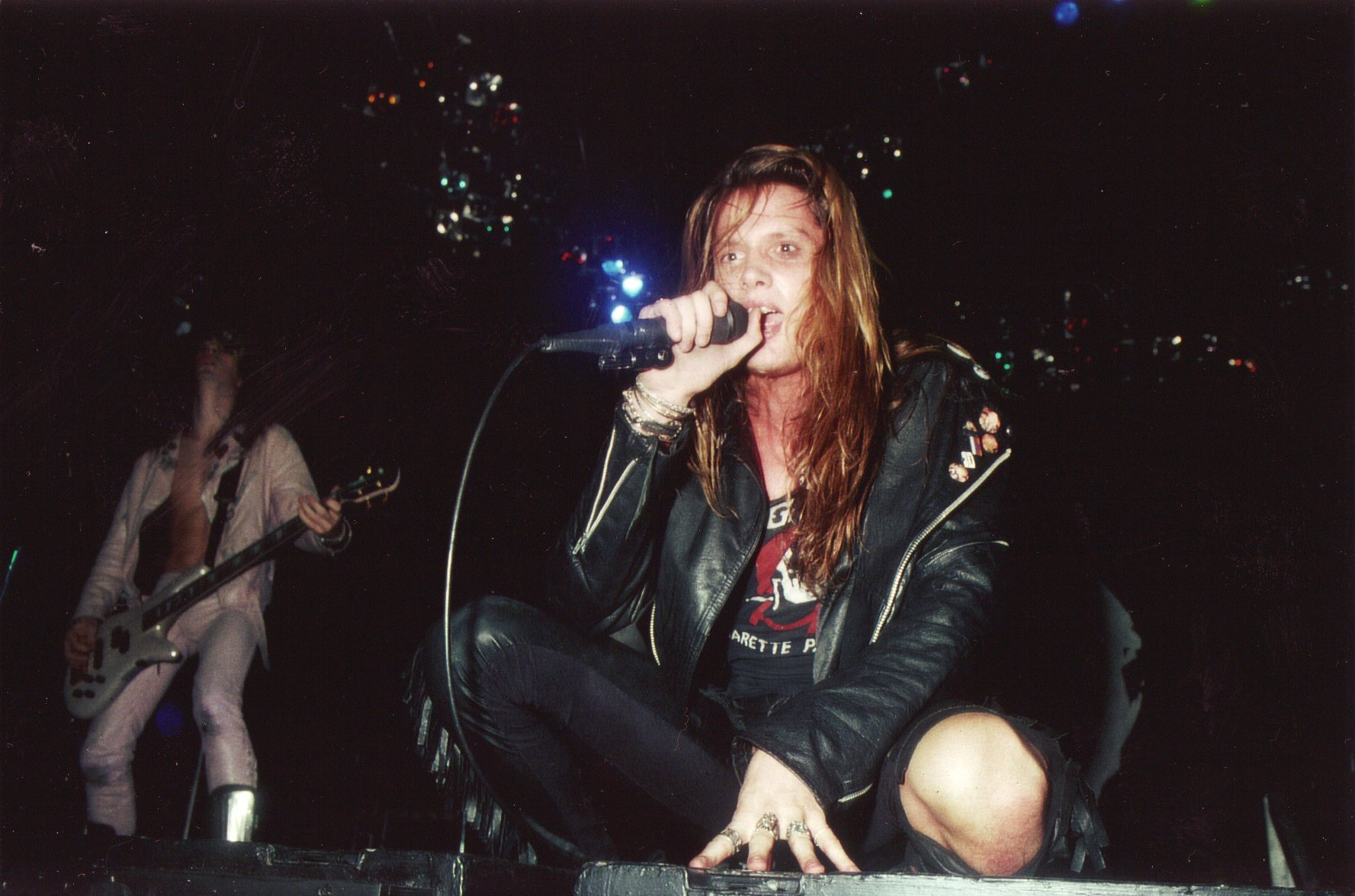
Rachel Bolan e Sebastian Bach nel 1989

L'omonimo Skid Row vide la luce nel gennaio 1989 per la Atlantic, un anno esatto dopo il loro esordio dal vivo. I 5 intrapresero subito un tour di supporto ai Bon Jovi per il loro New Jersey tour, debuttando all'arena di Dallas, Texas. Questo primo album ottenne vendite altissime che superarono i 5 milioni di copie solo negli Stati Uniti.
Lo stile di questo omonimo ricalcava la scia del tipico pop metal, ma all'interno di questo filone musicale, gli Skid Row furono uno dei gruppi dalle sonorità più dure che trovarono il successo commerciale durante la dilagante moda dell'hair metal. Il sound risultava più cattivo e aggressivo rispetto ad altre band della corrente.
Questo stesso anno tutti i membri del gruppo furono invitati a partecipare al disco dei Mötley Crüe Dr. Feelgood, dove figuravano nel ruolo di coristi nel brano "Time for Change". Bach, Bolan e Sabo apparirono come special guest anche nel disco solista dell'ex chitarrista dei Kiss Ace Frehley, intitolato Trouble Walkin' (1989). McGhee organizzò il "Make A Difference peace festival" composto da due show tenuti a Mosca durante l'agosto del 1989 come parte della sua campagna anti droga, nella quale lista apparivano, anche agli Skid Row, oltre ad altri grandi nomi come i Bon Jovi, Scorpions, Ozzy Osbourne, Mötley Crüe, Cinderella e i russi Gorky Park, oltre ad altre band locali.
L'evento venne organizzato per commemorare il ventesimo anniversario del festival di Woodstock. Da questo evento venne inciso il disco live Stairway to Heaven/Highway to Hell, nel quale gli Skid Row apparivano con la reinterpretazione dei Sex Pistols "Holiday In The Sun". Seguirono altre date in un festival a Milton Keynes in Gran Bretagna sempre al fianco dei Bon Jovi, Europe e Vixen ed un'apparizione improvvisata in segreto al Marquee club di Londra.
L'ultimo concerto ebbe termine ed il brano "Rattlesnake Shake" venne incluso come B side nel singolo Youth Gone Wild. Altri tour europei li vedevano di supporto ai Mötley Crüe e White Lion, e poi Aerosmith prima di tornare in America e Canada in occasione di altre date.
Durante una data con gli Aerosmith a Springfield, Massachusetts, il 27 dicembre 1989, la band fu bersaglio di pesanti polemiche. Infatti durante lo show Bach venne colpito in faccia da una bottiglia gettata dal pubblico e in risposta il singer in primo luogo rigettò la bottiglia al suo aggressore, ma lo mancò colpendo una ragazza e provocandole delle lesioni al volto, poi saltò in mezzo alla folla finendo per aggredire un altro spettatore (video dell'accaduto su YouTube).
Inutile dire che Bach si disse dispiaciuto del tragico incidente che richiese sette punti alla ragazza. Il cantante venne arrestato ed in seguito gli venne concessa una sospensione della pena e un risarcimento di 15.000 dollari. A causa del grave incidente, il governo canadese decise di escludere Bach dal suo paese d'origine impedendovi il ritorno per 3 anni. Poco dopo l'incidente della bottiglia, emerse un altro problema.
Questa volta, un fotografo pubblicò una foto di Bach con una maglietta sul quale era stampata la scritta "AIDS Kills Fags Dead", che risultò come un'offesa agli omosessuali. Bach poi chiarì l'incidente scusandosi in un programma su MTV. Dopo le date con gli Aerosmith, il gruppo volò in Giappone in vista di sette date che furono le prime in estremo oriente. Tornati in America suonarono altri show nel suolo di headliner supportati dagli olandesi Sleeze Beez. Altre date britanniche, questa volta accompagnati dai Vain, confermarono la loro crescente popolarità ottenendo il "tutto esaurito" per ogni data. L'ultima giornata al Hammersmith Odeon di Londra vide come ospite Lemmy Kilmister dei Motörhead che apparì durante il brano "Train Kept A Rollin" (cover dei The Rock and Roll Trio).
Grazie ai numerosi tour, il debutto guadagnò il multi-platino. Le hit estratte "18 And Life", "Youth Gone Wild" e "I Remember You" ricevettero una forte sponsorizzazione rimanendo tutt'oggi tra i brani classici del gruppo. Gli Skid Row suonarono l'ultimo show dopo il debutto il 26 maggio 1990 in occasione di un festival al Alpine Valley Music Theater di Milwaukee assieme ad altre band come Whitesnake, Bad English, Great White e Hericane Alice. Alla 17ª edizione degli American Music Award, gli Skid Row vennero premiati nella sezione nuovi artisti heavy metal.
La band, chiamata The Gak, suonò ad un party svoltosi al Hollywood Palladium organizzato dal giornale RIP Magazine. In occasione dell'evento, il gruppo suonò i brani "You're Crazy" dei Guns N'Roses, "For Whom The Bell Tolls" dei Metallica, "Piece Of Me" degli Skid Row, "Hair of the Dog" dei Nazareth e due versioni di "Whiplash" dei Metallica, cantate rispettivamente da Bach la prima versione, e Hetfield per la seconda.

### Slave to the Grind(1991) e il cambiamento musicale

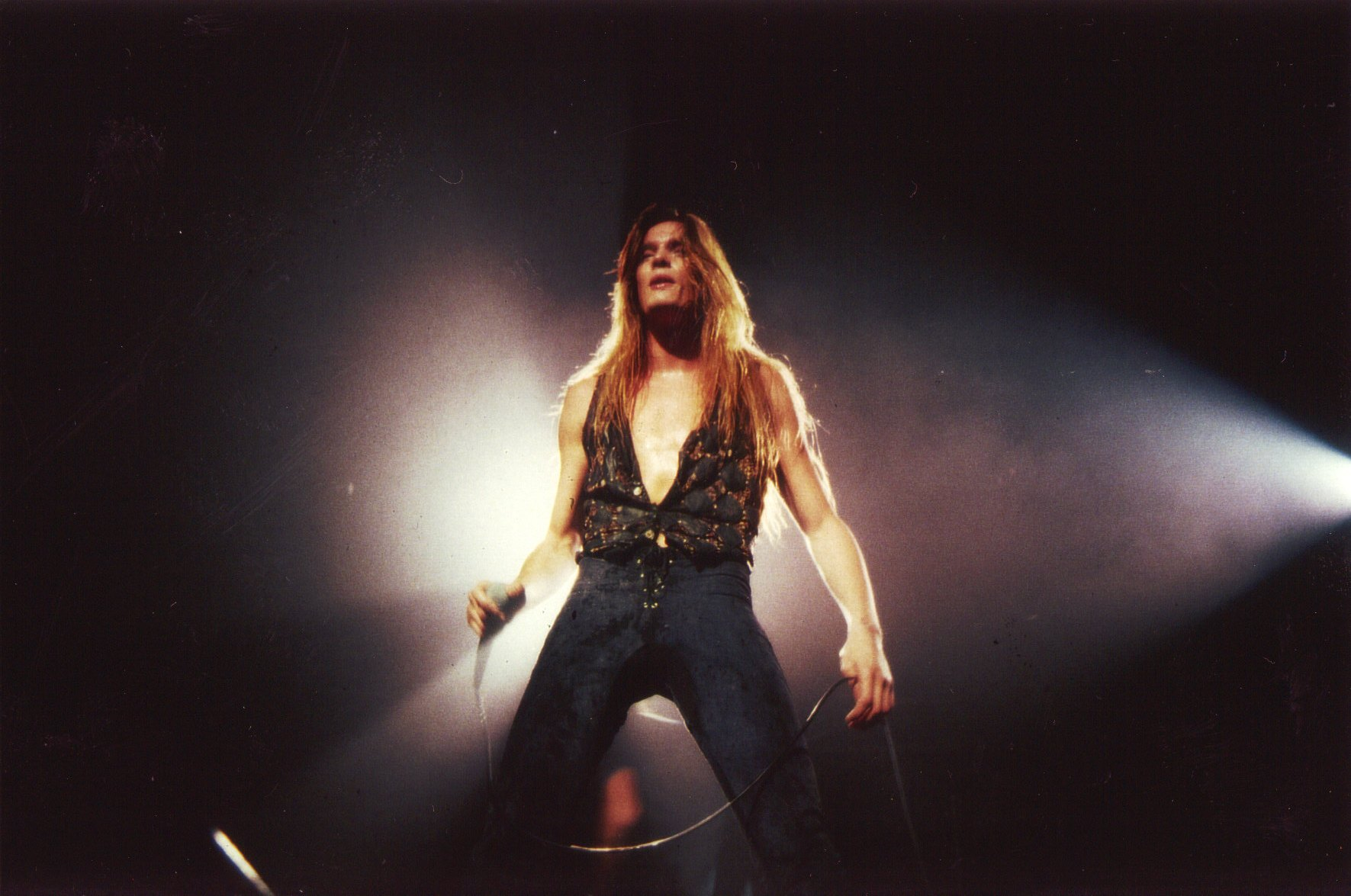
Sebastian Bach in concerto in Francia nel novembre 1991

Il secondo disco Slave to the Grind venne pubblicato l'11 giugno 1991, sempre sotto la produzione di Michael Wagener. Questo disco vide un cambio di rotta verso sonorità più dure, distaccandosi dall'impronta hair metal accennata in passato. Nonostante questo fatto, il disco riuscì ad ottenere la posizione n. 1 nella classifica di Billboard statunitense.
Alcuni, tra cui la band stessa, sostengono che Slave To The Grind fu il primo album nella storia del heavy metal/hard rock ad ottenere il primo posto nelle classifiche statunitensi, tuttavia questo fatto è considerato errato, poiché realmente già i Quiet Riot nel 1983 furono riconosciuti come il primo gruppo heavy metal a raggiungere e mantenere il primo posto nelle classifiche di Billboard statunitensi con il disco Metal Health.
La copertina del disco era stata disegnata dal padre di Sebastian, David Bierk, un pittore affermato. Grazie al grande successo, vennero ingaggiati per suonare da spalla ai Guns N' Roses negli States nel maggio 1991, di fronte ad un enorme pubblico in occasione di ogni data. Grazie al grande successo un Bach a petto nudo apparì sulla copertina del noto giornale Rolling Stone. Nel settembre 1991 continuarono il loro "No F***ing Frills" European Tour assieme ai Love/Hate. Anche in questo caso Bach tornò a far parlare di sé negativamente. Infatti dopo aver suonato alla London Arena, Sebastian Bach e il frontman dei Love/Hate Jizzy Pearl uscirono a bere qualcosa in un bar in città.
Dopo aver bevuto qualche bicchiere di troppo, tra i due si accesero delle discussioni che scaturirono in una rissa. Questo avrebbe potuto provocare l'espulsione dei Love/Hate dal tour. Tuttavia i due si riappacificarono prima dello show successivo.
La band si ritirò qualche giorno a Los Angeles durante luglio per entrare in studio e registrare alcuni B side per il futuro. Molte di queste registrazioni emersero in lavori successivi, tuttavia rimangono alcune tracce come "Finding My Way" dei Rush e "Play That Funky Music" dei Wild Cherry, che non sono ancora state pubblicate. Venne poi chiesto alla band di seguire i Guns N' Roses in Europa. Bach fu nuovamente bersaglio di polemiche quando alla Wembley Arena sfiorò una rissa. Brent Council rispose escludendo a vita gli Skid Row dal locale.
Suonarono poi da spalla agli Scorpions in un tour sud americano in Brasile, Paraguay e Argentina prima di ritornare in Gran Bretagna per una storica performance al Monsters Of Rock di Castle Donington fronteggiato dagli Iron Maiden. Ulteriori date seguirono in Giappone e poi negli Stati Uniti con i Pantera.
Nel 1992 viene pubblicato B-Side Ourselves, che raccoglieva diversi b-side in un mini-album. Questo era composto interamente da cover tra le quali "Psycho Therapy" dei Ramones, con Bolan alla voce e Taime Downe dei Faster Pussycat come corista, "C'mon And Love Me" dei Kiss, "Delivering The Goods" dei Judas Priest in versione live con Rob Halford in persona ai backing vocals, "What You're Doing" dei Rush e "Little Wing" di Jimi Hendrix. Bach, Affuso e Sabo apparirono inoltre come ospiti nell'album solista del bassista dei Guns N' Roses Duff McKagan Believe in Me nel 1993.
In questo periodo Bach sposò la fidanzata Maria Aguiar nel luglio 1992, mentre seguì tempo dopo il loro secondo figlio, London, che nacque nel gennaio 1994. Bolan nel 1993 esordì come produttore per la band del New Jersey Gospeed. Bach entrò negli Electric Ladyland studios di New York per collaborare con l'ex chitarrista degli Hanoi Rocks Andy McCoy. Queste tracce, finanziate dalla Atlantic Records, non videro mai la luce. Affuso apparì come ospite nel disco solista dell'ex chitarrista dei Guns N'Roses Gilby Clarke Pawnshop Guitars nel 1994.

### Il declino
Nel 1995 i rapporti interni cominciarono a deteriorarsi, complice anche il dirompente fenomeno grunge, tuttavia tornarono in studio per dare luce a quello che sarebbe stato l'album finale. Il 29 marzo il gruppo pubblica il terzo full-length intitolato Subhuman Race, prodotto da Bob Rock. Con questo disco, il gruppo, in piena epoca grunge, si orientò su sonorità ulteriormente più dure, con influenze alternative metal. Per il mercato giapponese venne diffuso anche il mini-live album Subhuman Beings on Tour!!, contenente sei tracce tra cui le reinterpretazioni Psycho Therapy dei Ramones e "Delivering the Goods" dei Judas Priest, già presenti nel mini album B-Side Ourselves. Anche se il quintetto otteneva ancora un certo successo con i tour, pur essendo nel periodo di splendore dell'alternative rock, i membri optarono per lo scioglimento pochi mesi dopo, nel 1996. Bach raccontò che era stato allontanato dalla band il 23 dicembre 1996, ed anche il batterista lo seguì poco dopo.
(Sebastian Bach)
Alcuni di loro intrapresero poi dei nuovi progetti. Rachel Bolan fondò i Prunella Scales con Phil Varone dei Saigon Kick, mentre Bach fondò il supergruppo The Last Hard Men, con Kelley Deal dei The Breeders, Jimmy Flemion dei Frogs ed il batterista degli Smashing Pumpkins Jimmy Chamberlin. Bach, con i The Last Hard Men, partecipò alla colonna sonora del film Scream di Wes Craven con la reinterpretazione di Alice Cooper "School's Out". Il debutto dei Prunella Scales venne pubblicato per la Mutiny Records nella primavera del 1997. Durante lo stesso anno anche i The Last Hard Men, registrarono un disco omonimo per la Atlantic, ma la pubblicazione di questo saltò e vide la luce appena nel 2001 per la Spitfire Records. Bach nel 1997 cantò la reinterpretazione "The Immigrant Song" e "Communication Breakdown" per il tribute album dei Led Zeppelin Stairway to Heaven: A Tribute to Led Zeppelin in compagnia di Slash, ex chitarrista dei Guns N'Roses. Nel 1998 Bach partecipò anche al tribute album degli AC/DC, intitolato Thunderbolt: A Tribute to AC/DC con i brani Little Lover e TNT con Warren De Martini e Bobby Blotzer dei Ratt e Billy Sherwood degli Yes. Tra le sue varie partecipazioni nei tribute album, Bach registrò inoltre il brano Tonight's the Night per un album tributo a Rod Stewart con Deal e Jimmy Flemion dei The Last Hard Men e D'arcy Wretzky degli Smashing Pumpkins.
Dopo queste esperienze i rapporti tra Bach e Bolan si deteriorarono ulteriormente, a tal punto che il bassista si rifiutò di collaborare con il frontman. Durante il novembre 1997 Bach annunciò la volontà di intraprendere un tour solista negli Stati Uniti ma si riunì con i suoi colleghi per registrare delle nuove tracce per la nuova raccolta 40 Seasons: The Best of Skid Row, che vide la luce nel 1998. Queste tracce non vennero mai registrate e la raccolta fu composta unicamente da vecchio materiale. In seguito Bolan, Sabo, Affuso e Hill, escludendo Bach, fondarono un nuovo progetto con un nuovo cantante sconosciuto, nominato semplicemente Sean. Finalmente Sean, che nel frattempo annunciò anche il suo cognome, McCabe, venne ufficialmente presentato come il nuovo cantante degli Skid Row. In realtà poi venne reso noto che questa nuova incarnazione aveva cessato di utilizzare il nome Skid Row, cambiando stile musicale. Il nome del nuovo gruppo, Ozone Monday, venne annunciato verso metà del 1998, ma presto il singer Sean, sotto lo pseudonimo di Sean Mars, fondò in seguito una nuova band, i Mars Needs Women, firmando un contratto con la Warner Bros. Records. Bach nel frattempo firmò un contratto di distribuzione con la Sony per un disco solista che volle realizzare per l'etichetta di sua proprietà, la Get Off My Bach Records. Bach chiamò in causa l'ex cantante dei Love/Hate Jizzy Pearl, ma poco dopo i due decisero di prendere strade separate quando Pearl raggiunse i Ratt e poi riemerse con i nuovi Love/Hate. Bach con il suo progetto solista partecipò a 104 concerti solo nel 1998, aprendo anche per i Pantera diverse volte durante quell'anno. Rob Affuso dopo lo scioglimento abbandonò la musica per lavorare in un'azienda di marketing. Inoltre entrò in possesso di una tenuta per cavalli nei pressi di New York.

### Reunion
Nel 1999 gli Skid Row decisero di riunirsi con il nuovo batterista Charlie Mills, che aveva già partecipato agli Ozone Monday, ma era stato anche membro della band solista del leader dei Twisted Sister Dee Snider. I membri erano però alla ricerca di un nuovo frontman. Inizialmente la formazione contattò l'ex cantante dei Love/Hate Jizzy Pearl, ma dopo alcune sessioni di prova, questa unione non ebbe un seguito. Un amico consigliò loro di visitare il sito di un certo Johnny Solinger, cantante nativo di Houston che era stato in precedenza membro dei Solinger, gruppo con alle spalle tre album in studio. Gli Skid Row furono colpiti dalle sue potenzialità ed immediatamente gli inviarono una e-mail. Solinger accettò la proposta e subito prese l'aereo per il New Jersey. Dopo le prime audizioni il singer fu subito accolto nel gruppo. Prima che la band riprendesse l'attività live, Snake suonò come turnista negli Anthrax negli ultimi 5 show del loro tour americano. Nel frattempo Bach esordì con il suo primo lavoro solista,
il disco Bring 'Em Bach Alive!, pubblicato il 2 novembre 1999 per la Spitfire Records. Il disco conteneva perlopiù tracce live, tra cui molte degli Skid Row. In questo periodo l'ex cantante esordì anche come attore nella commedia rock Final Rinse (1999). Venne poi annunciato il ritorno degli Skid Row aprendo per i Kiss assieme a Ted Nugent. Nel bel mezzo di questi show, Mills abbandonò il gruppo venendo sostituito da Phil Varone, ex Prunella Scales e Saigon Kick. Il gruppo continuò le date durante gli anni. Più tardi aprirono nuovamente per i Bon Jovi. Bach pubblica un altro disco nel 2001, Bach 2: Basics, contenente tutte le reinterpretazioni con cui aveva partecipato ai vari tribute album. Nel 2002 gli Skid Row parteciparono ad un tour con altre vecchie star dell'epoca hair metal come Tesla, Vince Neil e Jackyl. Gli Skid Row assieme a Vince Neil suonarono nuovamente assieme in occasione di un breve tour canadese in giugno. Terminati i tour venne rivelato che la storica hit "I Remember You" era stata ri-registrata con Solinger alla voce, e reintitolata semplicemente "I Remember You 2002". Ulteriori notizie emersero in seguito, quando annunciarono la prossima uscita di un nuovo album in studio. Thickskin vide la luce il 5 agosto 2003, per la Blind Man Sound Records.

### Gli anni 2000
Rob Affuso lavorò poi ad un nuovo progetto con il chitarrista dei Twisted Sister Eddie Ojeda chiamato Skid Sister. Affuso raggiunse gli Skid Row in occasione di uno show a Poughkeepsie, New York il 4 ottobre. Gli Skid Row poi raggiunsero i Poison e Vince Neil per un tour estivo negli States in maggio. Suonarono quindi con i Def Leppard in Europa in novembre, ed altre date nel Regno Unito come headliner.
Phil Varone abbandonò il gruppo nel gennaio 2004, venendo sostituito temporaneamente da Timothy DiDuro. in occasione di alcuni tour statunitensi in febbraio. In marzo Varone ritornò nella formazione, così DiDuro entrò negli Slaughter. In maggio gli Skid Row suonarono un concerto nei Caraibi a Trinidad, ma dopo questo Varone lasciò nuovamente la band. Il nuovo uomo dietro i tamburi era Dave Gara, drum tech per i Nashville Pussy e collaboratore di altre band di Atlanta come i Betty Blowtorch. Più tardi quell'anno Rachel Bolan prese un periodo di pausa per collaborare con il gruppo tedesco Brunorock. Nel 2005 Varone girò un film documentario intitolato Waking Up Dead, che tratta di come il mondo della musica può distruggere la famiglia, la carriera e la vita di molti musicisti rock.
Gli Skid Row tornarono in studio per un nuovo album in studio con il loro storico produttore Michael Wagener. Rachel Bolan lavorò anche ad un side project chiamato The Quazimotors. Gli Skid Row suonarono poi in una base militare statunitense nella Corea del Sud nel maggio 2005 assieme ai Quiet Riot.
La cantante pop svedese Sofia registrò la reinterpretazione degli Skid Row "Wasted Time" che incluse nel suo album Lifetraveller nel luglio 2005. Sebastian Bach, con una carriera solista ormai avviata, partecipò al Sweden Rock Festival invitando la stessa Sofia sul palco con cui duettò proprio in occasione del brano "Wasted Time". Le date degli Skid Row in autunno previste negli States e nel Regno Unito videro l'entrata provvisoria del chitarrista Keri Kelli a temporanea sostituzione di Sabo. Quest'ultimo rivelò che fu costretto ad abbandonare momentaneamente il gruppo poiché aveva riscontrato la sindrome del tunnel carpale, la quale richiedeva un ricovero.
In dicembre Rachel Bolan collaborò in veste di produttore al debutto del gruppo di Atlanta Rockets to Ruin. Nel gennaio 2006 l'ex batterista Phil Varone fondò a Los Angeles il nuovo gruppo American Headtrip, mentre il 24 ottobre dello stesso anno vede la luce il sesto album degli Skid Row Revolutions Per Minute, nel quale debutta il nuovo batterista Dave Gara.
La heavy metal band svedese Hammerfall nel 2008 pubblicò il cover album Masterpieces in cui incluse la reinterpretazione degli Skid Row "Youth Gone Wild". Nel 2007 gli Skid Row partecipano ad una compilation natalizia intitolata Monster Ballads Christmas con il brano d'apertura "Jingle Bells", assieme a molte altre hair metal band tra cui Winger, Twisted Sister, Danger Danger, Dokken, Stryper e molti altri. La band prosegue tour per tutto l'anno 2010, e in aprile il batterista Dave Gara annuncia l'abbandono della formazione, sostituito da Rob Hammersmith.

### La trilogiaUnited World Rebellion
A febbraio 2013 gli Skid Row hanno annunciato di aver firmato un contratto per la Megaforce Records. Hanno inoltre annunciato l'uscita del loro prossimo album: United World Rebellion: Chapter One, pubblicato il 16 aprile 2013. Non sarebbe stato un LP, ma un insieme di EP con uscita periodica tra i 12 e i 18 mesi.
Il 6 aprile 2015 Johnny Solinger annuncia la sua uscita dal gruppo e viene sostituito da Tony Harnell, ex cantante dei TNT. Tuttavia, il giorno seguente alla sua uscita dal gruppo, Johnny Solinger ha affermato di essere stato licenziato con una telefonata poco prima dell'ingaggio di Tony Harnell.
Il 30 dicembre 2015 Tony Harnell esce dalla formazione a causa di alcune divergenze musicali.
Il 13 febbraio 2016 la band si esibisce in concerto con l'ex cantante dei DragonForce ZP Theart dietro il microfono.
Il 14 gennaio 2017 la band annuncia l'ingresso ufficiale in formazione del cantante ZP Theart alla voce.
Nel maggio 2020, Rachel Bolan rivela di aver iniziato a lavorare sul terzo e ultimo capitolo della trilogia iniziata con United World Rebellion: Chapter One prima dello scoppio della pandemia mondiale di Sars-Cov-2; la band, riunitasi con lo storico produttore Michael Wagener in studio a Nashville, ha avuto necessità di interrompere le sessioni di registrazione a causa delle restrizioni entrate in vigore negli Stati Uniti. Nella primavera 2021, la band fa nuovamente il suo ingresso in studio di registrazione, questa volta con il produttore Nick Raskulinecz, per ultimare le registrazioni dell'album.

## Formazione
Attuale
- Rachel Bolan – basso, voce (1986–1996, 1999–oggi)
- Dave "The Snake" Sabo – chitarra, cori (1986–1996, 1999–oggi)
- Scotti Hill – chitarra, cori (1987–1996, 1999–oggi)
- Rob Hammersmith – batteria (2010–oggi)

Membri passati

### Voce
- Matt Fallon (1986–1987)
- Sebastian Bach (1987–1996)
- Johnny Solinger (1999–2015)
- Tony Harnell (2015)
- ZP Theart (2016–2021)
- Erik Grönwall (2021-2024)

### Chitarra
- Steve Brotherton (1986, 2005)
- Kurtis Jackson (1986, 2005)
- Jim Yuhas (1986–1987)

### Basso
- Cody Howell (1986)

### Batteria
- John Ratkowski Jr. (1986–1987)
- Charlie Mills (1986–1987, 1999–2000)
- Rob Affuso (1987–1996, 2002)
- Phil Varone (2000–2004)
- Timothy DiDuro (2004)
- Dave Gara (2004–2010)

Turnisti
- Rob Halford – voce (1993, 1995)
- Rick Marty – chitarra (1994)
- Keri Kelli – chitarra (2005, 2008)
- Ryan Cook – chitarra (2007, 2012)
- Alex Grossi – chitarra (2008)

## Discografia

### Album in studio
- 1989 – Skid Row
- 1991 – Slave to the Grind
- 1995 – Subhuman Race
- 2003 – Thickskin
- 2006 – Revolutions per Minute
- 2022 – The Gang's All Here

### EP
- 1992 – B-Side Ourselves
- 2013 – United World Rebellion: Chapter One
- 2014 – Rise of the Damnation Army - United World Rebellion: Chapter Two

### Demo
- 1986 – Matt Fallon Demos[42]
- 1988 – 1988 Demos Demo[42]
- 1989 – Basement tapes[42]

### Album dal vivo
- 1995 – Subhuman Beings on Tour!!

### Raccolte
- 1998 – 40 Seasons: The Best of Skid Row
- 2007 – Greatest Hits
- 2008 – Slave to the Grind/Skid Row

### Partecipazioni
- 1989 – Mötley Crüe - Dr. Feelgood
- 1989 – Artisti vari - Stairway to Heaven/Highway to Hell
- 2002 – Artisti vari - A Tribute to The Priest
- 2002 – Artisti vari - A Tribute to the Creatures of the Night
- 2007 – Artisti vari - Monster Ballads Christmas

### Singoli
| Anno | Titolo                                     | US Hot 100 | US Mainstream Rock | UK singles | Album              |
| ---- | ------------------------------------------ | ---------- | ------------------ | ---------- | ------------------ |
| 1989 | "Youth Gone Wild"                          | 99         | 27                 | 42         | Skid Row           |
| 1989 | "18 and Life"                              | 4          | 11                 | 12         | Skid Row           |
| 1989 | "I Remember You"                           | 6          | 23                 | 36         | Skid Row           |
| 1991 | "Monkey Business"                          | -          | 13                 | 19         | Slave to the Grind |
| 1991 | "Slave to the Grind"                       | -          | -                  | 43         | Slave to the Grind |
| 1991 | "Wasted Time"                              | 88         | 30                 | 20         | Slave to the Grind |
| 1991 | "In a Darkened Room"                       | -          | -                  | -          | Slave to the Grind |
| 1992 | "Youth Gone Wild" / "Delivering the Goods" | -          | -                  | 22         | B-Side Ourselves   |
| 1995 | "My Enemy"                                 | -          | -                  | -          | Subhuman Race      |
| 1995 | "Breakin' Down"                            | -          | -                  | 48         | Subhuman Race      |
| 1995 | "Into Another"                             | -          | 28                 | -          | Subhuman Race      |

## Videografia

### Videoclip
- 1989 - Youth Gone Wild
- 1989 - 18 And Life
- 1989 - I Remember You
- 1991 - Monkey Business
- 1991 - Slave To The Grind
- 1991 - In a Darkened Room
- 1991 - Quicksand Jesus
- 1991 - Wasted Time
- 1995 - My Enemy
- 1995 - Breakin' Down
- 1995 - Into Another
- 2003 - New Generation
- 2003 - Ghost
- 2003 - Thick is the skin

### VHS, Laserdisc e DVD
- 1990 - Oh Say Can You Scream [VHS/Laserdisc]
- 1993 - No Frills Video [VHS/Laserdisc]
- 1993 - Road Kill [VHS/Laserdisc]
- 2003 - Under the Skin [DVD]